# There's Got to Be a Way
There's Got to Be a Way è una canzone del 1991 prodotta da Ric Wake per l'album di debutto della cantautrice . La cantautrice  voleva co-produrre la canzone, ma come la precedente, gli fu negato il permesso dalla Columbia. La canzone parla del fatto che "Deve esserci un modo per collegare questo mondo" e migliorare lo stato attuale. È una delle poche canzoni a scopo sociale della cantautrice, che tratta di razzismo e di sfollati.

## Descrizione
Venne pubblicata come quinto ed ultimo singolo dall'album Mariah Carey, e per non finire la fila di numero uno nella Hot 100 americana la canzone non venne pubblicata come singolo in Nord America, ma sostituì "I Don't Wanna Cry" nel Regno Unito, dove non raggiunse neanche la top-40. Arrivò ad una posizione massima di 54, e rimase poco nella top-75.

## Il video
Il video, diretto sempre da Larry Jordan, vede la Carey camminare per delle strade e lamentarsi riguardo ai senzatetto e riguardo al razzismo. Viene raggiunta da vari amici e tutti insieme ballano in mezzo alla strada. Ci furono molti remix fatti da Shep Pettibone e la 7" venne usato per la versione video.

## Tracce
CD single #1
1. "There's Got to Be a Way" (album version)
2. "There's Got to Be a Way" (7" remix)

CD single #2
1. "There's Got to Be a Way" (album version)
2. "I Don't Wanna Cry"

CD maxi-single #1
1. "There's Got to Be a Way" (album version)
2. "There's Got to Be a Way" (12" remix)
3. "There's Got to Be a Way" (alt. vocal club mix)

CD maxi-single #2
1. "There's Got to Be a Way" (album version)
2. "I Don't Wanna Cry"
3. "There's Got to Be a Way" (12" remix)

UK CD maxi-single
1. "There's Got to Be a Way" (album version)
2. "There's Got to Be a Way" (7" remix)
3. "Someday" (7" jackswing mix)
4. "Vision of Love"

## Classifiche
| Chart (1991)     | Massima posizione |
| ---------------- | ----------------- |
| UK Singles Chart | 54                |